# Lactanțiu
Lactanțiu (n. 240 d.Hr., Roman Africa⁠(d) – d. 320 d.Hr., Trier, Imperiul Roman) a fost un scriitor latin și apologet creștin din provincia romană Africa. Este considerat drept unul din Sfinții Părinți ai Bisericii.

## Scrieri
În lucrarea De mortibus persecutorum⁠(en)[traduceți], scrisă după 316, a tematizat modul în care au murit împărații Nero, Domitian, Decius, Valerian și Aurelian, care au fost promotorii unor persecuții anticreștine. 